# Tavoletta di reclamo a Ea-nasir
La tavoletta di reclamo a Ea-nasir è un'antica tavoletta in argilla risalente alla civiltà babilonese, datata circa al 1750 a.C., scritta in caratteri cuneiformi. Il testo riportato è un reclamo rivolto da un commerciante di nome Nanni a un altro commerciante chiamato Ea-nasir, colpevole di avergli venduto dei lingotti in rame di qualità scadente. La tavoletta venne rinvenuta a Ur dall'archeologo Leonard Woolley e fu acquisita nel 1953 dal British Museum di Londra. Viene scherzosamente definita "la lettera di reclamo più antica al mondo".

## Contesto
Alcune informazioni su Ea-nasir sono state parzialmente ricostruite a partire dai numerosi reperti (in larga parte altre tavolette di argilla contenenti registri e corrispondenza con la clientela) rinvenuti all'interno di quella che Woolley identificò come la sua abitazione presso Ur. Si trattava di un mercante dedito soprattutto alla vendita di lingotti in rame (il cui centro principale era all'epoca la città di Dilmun), che commerciava viaggiando per l'impero babilonese. Acquistava anche oggetti in oro, avorio, corallo e lapislazzuli, che poi rivendeva una volta tornato in città.
Dall'analisi dei testi delle altre tavolette trovate nei pressi è emerso che anche altri si lamentarono con Ea-nāṣir. Una lettera da un uomo chiamato Arbituram che lamenta di non aver ricevuto ancora il suo rame e un altro stanco di ricevere rame di bassa qualità.

## Contenuto della tavoletta
La tavoletta, alta 11,6 centimetri, larga 5 centimetri e spessa 2,6 centimetri, contiene la lamentela di Nanni, che protesta per il modo in cui è stato trattato il suo servitore inviato a gestire l'affare. Nanni era probabilmente un rivenditore locale di rame a Ur, che come altri mercanti si affidava a Ea-nasir, in quanto quest'ultimo si recava spesso a Dilmun per comprare rame all'ingrosso con il denaro affidatogli dai propri clienti. Lo sdegno da parte di Nanni, riscontrabile pure in altre lettere rinvenute dagli archeologi, è presumibilmente dovuto anche al carattere sacro che secondo la cultura babilonese avevano gli accordi commerciali, i quali venivano stipulati sotto la protezione del dio del Sole Šamaš, presso il cui tempio potevano essere depositati i contratti scritti.
Il testo, tradotto dall'accadico, recita:
Per chi mi hai preso, per trattarmi in questo modo? Ho mandato dei gentiluomini, proprio come noi, a riprendere la borsa con i soldi che ti avevo affidato [per comprare la merce], ma tu mi hai trattato con sufficienza rimandandomeli indietro più volte a mani vuote, per di più facendoli passare all'interno di territori nemici. Quanti mercanti, fra quelli che commerciano con Dilmun, mi hanno mai trattato in questa maniera? Tu solo tratti il mio messaggero con disprezzo! Per quella insignificante mina che ancora ti devo ti prendi la libertà di usare questo atteggiamento, quando io ho anticipato 1080 libbre di rame al palazzo a tuo nome, e pure Umi-abum ha anticipato 1080 libbre, oltre a quanto abbiamo scritto su una tavoletta sigillata e custodita presso il tempio di Šamaš.
Tu come mi hai trattato per quel rame? Ti sei tenuto la mia borsa con il denaro in pieno territorio nemico; ora mi aspetto che tu provveda a restituirmelo interamente.
Tieni a mente che, da ora in poi, non accetterò più rame da te che non sia di buona qualità. Provvederò personalmente a selezionare e depositare i lingotti uno per uno nel mio cortile, ed eserciterò il mio diritto a respingerli perché tu mi hai trattato con disprezzo.»